# Goomeri
Goomeri är en ort i Australien. Den ligger i kommunen Gympie Regional Council och delstaten Queensland, omkring 170 kilometer nordväst om delstatshuvudstaden Brisbane. Goomeri ligger 248 meter över havet och antalet invånare är 488.
Trakten runt Goomeri är nära nog obefolkad, med mindre än två invånare per kvadratkilometer.. Närmaste större samhälle är Murgon, omkring 14 kilometer sydväst om Goomeri.
I omgivningarna runt Goomeri växer huvudsakligen savannskog. Genomsnittlig årsnederbörd är 1 323 millimeter. Den regnigaste månaden är mars, med i genomsnitt 254 mm nederbörd, och den torraste är september, med 31 mm nederbörd.